# منطقه کلان‌شهری لس آنجلس
منطقه کلان‌شهری لس آنجلس (به انگلیسی: Los Angeles metropolitan area) یک منطقه آماری کلان‌شهری در ایالات متحده آمریکا است که در کالیفرنیا واقع شده‌است. منطقه کلان‌شهری لس آنجلس ۱۳٬۳۱۰٬۴۴۷ نفر جمعیت دارد.